# Max Woiski sr.
Max Woiski sr. (Domburg (Suriname), 11 februari 1911 – Hoogeveen, 31 januari 1981) was een Surinaams orkestleider.

## Biografie
Woiski begon in de jaren dertig van de twintigste eeuw in Amsterdam populaire muziek te maken. In zijn eigen club La Cubana in de Amsterdamse Leidsestraat trad hij op onder de naam José Baretto en speelde voornamelijk Latijns-Amerikaanse muziek.
Tijdens de Duitse bezetting kreeg hij net als Surinaamse collega's als Lex van Spall en Lex Vervuurt een Ariërverklaring waardoor hij kon blijven optreden.In de jaren vijftig schakelde hij over naar de Surinaamse muziek. In zijn orkest speelden onder meer Steve Boston (percussie) en Johnny de Miranda (conga, slagwerk, piano en zang). Zijn grootste hit was B.B. met R. (Bruine bonen met rijst).
In de jaren vijftig verlegde Woiski zijn activiteiten deels naar Bergen (Noord-Holland), waar hij - 's zomers - speelde in het toenmalige café Nieuwendijk aan de Dorpstraat en later jarenlang in café Rustwat, halverwege Alkmaar en Bergen aan de Bergerweg. 
In de jaren zestig had hij zijn eigen produktiemaatschappij MMP, waarvan de platen werden gedistribueerd door CNR. Bekende artiesten die bij Woiski onder contract stonden waren onder anderen Ciska Peters en Edwin Rutten. Eind jaren zestig vertrok Woiski naar Majorca, waar hij een nachtclub kocht. Hier speelde hij nog jaren met zijn orkest. Hij overleed in 1981.
Zijn zoon Max Woiski jr., door senior naar Nederland gehaald toen deze een zwarte gitarist nodig had in zijn orkest, begon na zijn vaders vertrek zelf de nachtclub La Tropicana. Met zijn Caraïbische muziek was hij geliefd op de Nederlandse televisie.

### Theatervoorstelling
Woiski vs Woiski is een biografische theatervoorstelling over het leven van Max Woiski en met name over de moeizame relatie tussen vader en zoon, Max Woiski jr.. Het stuk is een co-productie van muziek-theatergroep Orkater en het Bijlmerparktheater. Het ging in première in het Bijlmerparktheater in januari 2018.

## Discografie

### Albums
| Album met eventuele hitnotering(en) in de Nederlandse Album Top 100 | Datum van verschijnen | Datum van binnenkomst | Hoogste positie | Aantal weken | Opmerkingen                                 |
| ------------------------------------------------------------------- | --------------------- | --------------------- | --------------- | ------------ | ------------------------------------------- |
| Max Woiski successen                                                | 2009                  | -                     |                 |              | Compilatie-album                            |
| Ritmo tropical                                                      | 2011                  | 05-03-2011            | 79              | 1            | met Max Woiski jr. Box met twee CD's en DVD |

### Singles
| Single met eventuele hitnotering(en) in de Nederlandse Top 40 | Datum van verschijnen | Datum van binnenkomst | Hoogste positie | Aantal weken | Opmerkingen |
| ------------------------------------------------------------- | --------------------- | --------------------- | --------------- | ------------ | ----------- |
| B.B. met R (Bruine bonen met rijst)                           | 1950                  | -                     |                 |              |             |

1. ↑  Bevrijding Intercultureel, Surinaamse jazzmusici in Nederland (1940-1945)

- Gemeinsame Normdatei: 1127555944
- International Standard Name Identifier: 0000 0003 7249 2975
- MusicBrainz: 8f2b2bd7-d652-417f-b215-b007e640238f
- Nederlandse Thesaurus van Auteursnamen: 191235547
- Virtual International Authority File: 292085035
- WorldCat: E39PBJgMDbXxgHH68py8Qtrwmd